# Внешняя политика Нагорно-Карабахской Республики
Внешняя политика Нагорно-Карабахской Республики — общий курс непризнанной Нагорно-Карабахской Республики (НКР) в международных делах. Внешняя политика регулировала отношения НКР с другими странами, а также частично признанными и непризнанными государствами. Реализацией этой политики занималось Министерство иностранных дел НКР. Министерство находилось в столице страны Степанакерте (Ханкенди). С 2021 года министром являлся Давид Бабаян.
НКР до середины 2020 года контролировала большую часть территории бывшей Нагорно-Карабахской автономной области и некоторые прилегающие территории. Международное сообщество признаёт НКР частью Азербайджана. Независимость НКР признана только тремя другими государствами, не являющимися членами ООН: Абхазией, Южной Осетией и Приднестровьем. В октябре 2012 года австралийский штат Новый Южный Уэльс признал Нагорный Карабах. В сентябре 2014 года баскский парламент Испании принял предложение в поддержку права НКР на самоопределение, а в ноябре 2014 года парламент Наварры, также находящийся в Испании, выступил с заявлением, в котором поддержал включение НКР в переговоры об урегулировании.
НКР не имела дипломатических представительств других стран. С другой стороны, республика построила небольшую сеть представительств по всему миру. В настоящее время имеет представительства в 7 странах мира.

## Международное признание
Международное признание независимости Нагорно-Карабахская Республики является приоритетным направлением её внешней политики.
Самопровозглашённая республика не получила признания со стороны государств-членов Организации Объединённых Наций и не является её членом. Резолюции Совета Безопасности ООН, Генеральной Ассамблеи ООН и ряда других международных организаций признают территориальную целостность Азербайджанской Республики и квалифицируют контроль местными армянскими силами Нагорного Карабаха и прилегающих к нему территорий как оккупацию территории Азербайджана.
Независимость НКР признали частично признанные Республика Абхазия и Южная Осетия, а также непризнанная Приднестровская Молдавская Республика, образующие совместно с Республикой Арцах Содружество Непризнанных Государств. Независимость Нагорно-Карабахской Республики признали несколько штатов и городов США. Парламент крупнейшего австралийского штата Новый Южный Уэльс, признав право народа Нагорного Карабаха на самоопределение, призвал власти Австралии официально признать независимость НКР.
Близка к признанию независимости НКР была Франция в конце 2020 года, когда обе палаты парламента — Сенат и Национальное собрание — друг за другом приняли резолюцию с ходатайством о признании независимости самопровозглашённой республики, однако правительство страны не прислушалось к призывам законодательной власти.

## Дипломатические представительства
Несмотря на отсутствие международного признания Нагорного Карабаха странами-членами ООН, республика имеет ряд постоянных представительств за рубежом. На территориях семи стран действуют в общей сложности восемь таких дипломатических миссий:
- Армения — Ереван
- Россия — Москва
- США и  Канада — Вашингтон
- Австралия — Сидней
- Франция — Париж
- Германия — Берлин
- Ливан — Бейрут

## Двусторонние отношения

### Армения
Армения совместно с Азербайджаном ведёт переговоры о будущем статусе Нагорного Карабаха в составе Минской группы ОБСЕ. Хотя Армения, также как и другие государства-члены ООН, не признаёт независимость НКР, она остаётся единственным внешнеполитическим партнёром для непризнанной республики.

## Межпарламентские отношения
- 19 марта 2013 года во Франции был сформирован Круг дружбы «Арцах — Франция», в который вошли политические деятели, депутаты парламента и сенаторы Франции[8].
- 15 октября 2014 года в Европейском парламенте в ходе торжественного мероприятия по случаю 23-летия провозглашения независимости НКР, на котором принял участие председатель Национального собрания Республики Арцах Ашот Гулян, было объявлено о начале процесса создания Группы дружбы «Республика Арцах — Европарламент»[8].
- 18 октября 2017 года во Фламандском парламенте Бельгии было объявлено о создании Группы дружбы «Республика Арцах — Парламент Фландрии Королевства Бельгия». 20 октября 2017 года в Валлонском парламенте Брюсселя было объявлено о создании Круга дружбы «Республика Арцах — законодатели, представители научных и общественных кругов — франкофоны Бельгии». На торжественных церемониях их создания присутствовал президент Республики Арцах Бако Саакян[8].
- 19 марта 2019 года в Палате общин парламента Канады была создана Группа «Парламентские друзья народа Арцаха», руководителем которой была избрана член Палаты общин Рейчел Хардер. 27 марта в ответ на эту инициативу в Национальном собрании Республики Арцах была сформирована Группа дружбы «Арцах — Канада», в которую вошли представители всех фракций[8].